# Alectoris graeca

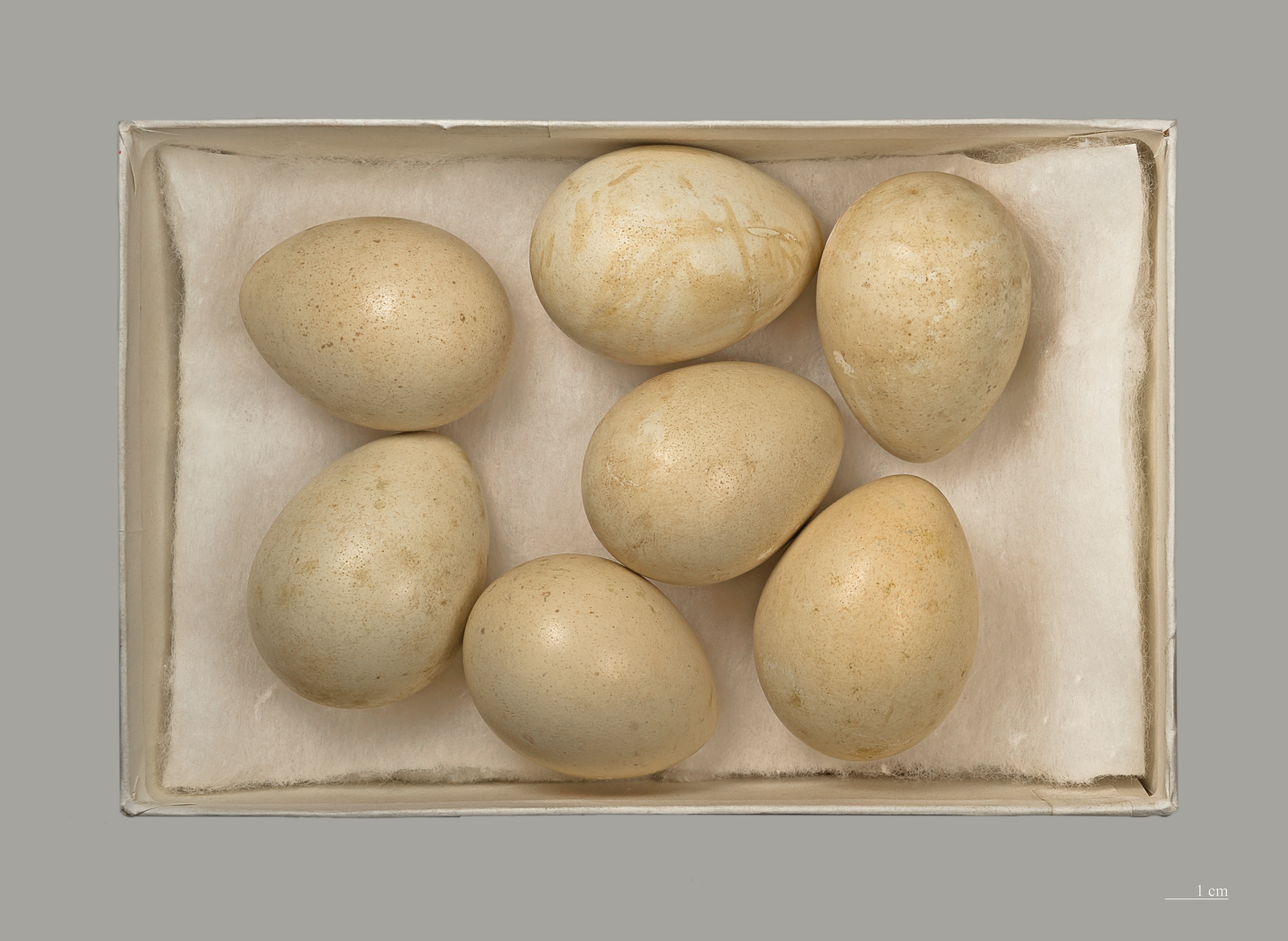
Alectoris graeca graeca

Alectoris graeca là một loài chim trong họ Phasianidae.